# هيرنان ساندوفال
هيرنان ساندوفال (بالإسبانية: Hernán Sandoval)‏ (22 يوليو 1983 بغواتيمالا في غواتيمالا - ) هو لاعب كرة قدم غواتيمالي في مركز الهجوم. شارك مع منتخب غواتيمالا لكرة القدم. أما مع النوادي، فقد لعب مع نادي كوميونيكيشنس وAntigua GFC ‏.

## وصلات خارجية
- هيرنان ساندوفال على موقع الاتحاد الدولي (مؤرشف)  (الإنجليزية)
- هيرنان ساندوفال على موقع قاعدة بيانات كرة القدم.إي يو (الإنجليزية)
- هيرنان ساندوفال على موقع ناشيونال فوتبول تيمز (الإنجليزية)
- هيرنان ساندوفال على موقع Soccerway.com (الإنجليزية)